# حماملار
حمام‌لار، روستایی است از توابع بخش انزل و در شهرستان ارومیه استان آذربایجان غربی ایران. در دهستان انزل جنوبی قرار داشته و بر اساس سرشماری سال ۱۳۸۵ جمعیت آن ۹۳۶ نفر (۱۷۷ خانوار)
بوده‌است. هلو و گیلاس از مهم‌ترین محصولات باغی روستای حماملار هستند. اهالی روستا به دو زبان کردی و ترکی آذربایجانی تکلم میکنند.